# Bisdom Paracatu
Het bisdom Paracatu (Latijn: Dioecesis Paracatuensis) is een rooms-katholiek bisdom met als zetel Paracatu, in Brazilië. Het bisdom is suffragaan aan het aartsbisdom Montes Claros.

## Geschiedenis
Het bisdom werd opgericht op 1 maart 1929, als territoriale prelatuur Paracatu, uit delen van de bisdommen Uberaba en Montes Claros, en was suffragaan aan het aartsbisdom Diamantina. Op 14 april 1962 werd het verheven tot bisdom. Op 11 oktober 1966 wisselde het van kerkprovincie en werd suffragaan aan het aartsbisdom Brasilia. Op 25 april 2001 wisselde het nogmaals van kerkprovincie en werd suffragaan aan het aartsbisdom Montes Claros. 

## Parochies
Het bisdom had in 2021 een oppervlakte van 54.387 km2 en telde 349.153 inwoners waarvan 63,5% rooms-katholiek was.

## Bisschoppen
- Eliseu Van de Weijer (25 mei 1940 - 14 april 1962)
- Raimundo Luí (11 juni 1962 - 20 juli 1977)
- José Cardoso Sobrinho (29 maart 1979 - 2 april 1985)
- Leonardo de Miranda Pereira (6 mei 1986 - 7 november 2012)
- Jorge Alves Bezerra (7 november 2012 - heden)

Montes Claros (aartsbisdom) · Janaúba · Januária · Paracatu